# アラン・ソーネット
アラン・ソーネット（Alan Thornett, 1937年 - ）は、イギリスの政治家。代表的なトロツキストであり、左翼的な政治連合党リスペクトの役員である。
1960年代前半、オックスフォードで自動車会社の労働者をしていたときに、ゲリー・ヒーリーの社会主義労働者同盟 (SLL, Socialist Labour League) の募集に応じた。彼は1960年代から1970年代前半にかけてカウリーオックスフォード工場にトロツキズムを広めるのに大いに貢献した。しかし、1973年およそ500人の党員がSLLから追放された際、彼とカウリーグループのほとんどもSLLから追放された。彼らの一部がソーネットを中心に労働者社会主義同盟 (WSL, Workers Socialist League) を結成した。WSLはヒーリーが参加している国際的なトロツキスト連絡組織ICFIに対抗して、SLLを追放されたトロツキストの国際連絡組織に関わった。
しかし支持基盤である工業部門をスパルタクス同盟 (w:Spartacist League) に奪われ、1970年代後半にWSLは急速に弱体化した。1981年にWSLはショーン・マットガムナのICLと合同し労働党に合流したが、1983年に追放され、ますます弱体化した。
ソーネットは、社会主義団体や国際団体を合同し、国際社会主義団体 (ISG, International Socialist Group) として再編成した。現在、ソーネットはISGの指導的地位にあり、第四インターナショナル統一書記局のイギリス事務局のリーダーである。ソーネットは、ISGを説得して労働党から離反させ、社会主義者同盟 (w:Socialist Alliance) と連合させることに成功した。その後、小規模極左団体の一般的傾向に逆らって社会主義者同盟とリスペクトの合同に賛成した。彼は二本の自叙伝を書いている。『マルキシズムの闘志から (From Militancy to Marxism)』と『カウリーへ (Inside Cowley)』である。